# 鄧拉普 (加利福尼亞州)
鄧拉普（英語：Dunlap）是位於美國加利福尼亞州弗雷斯諾縣的一個非建制地區。該地的面積和人口皆未知。

## 地理
鄧拉普的座標為37°44′18″N 119°07′15″W / 37.73833°N 119.12083°W，而該地的平均海拔高度為585米（即1919英尺）。